# Jelena Štiljanović

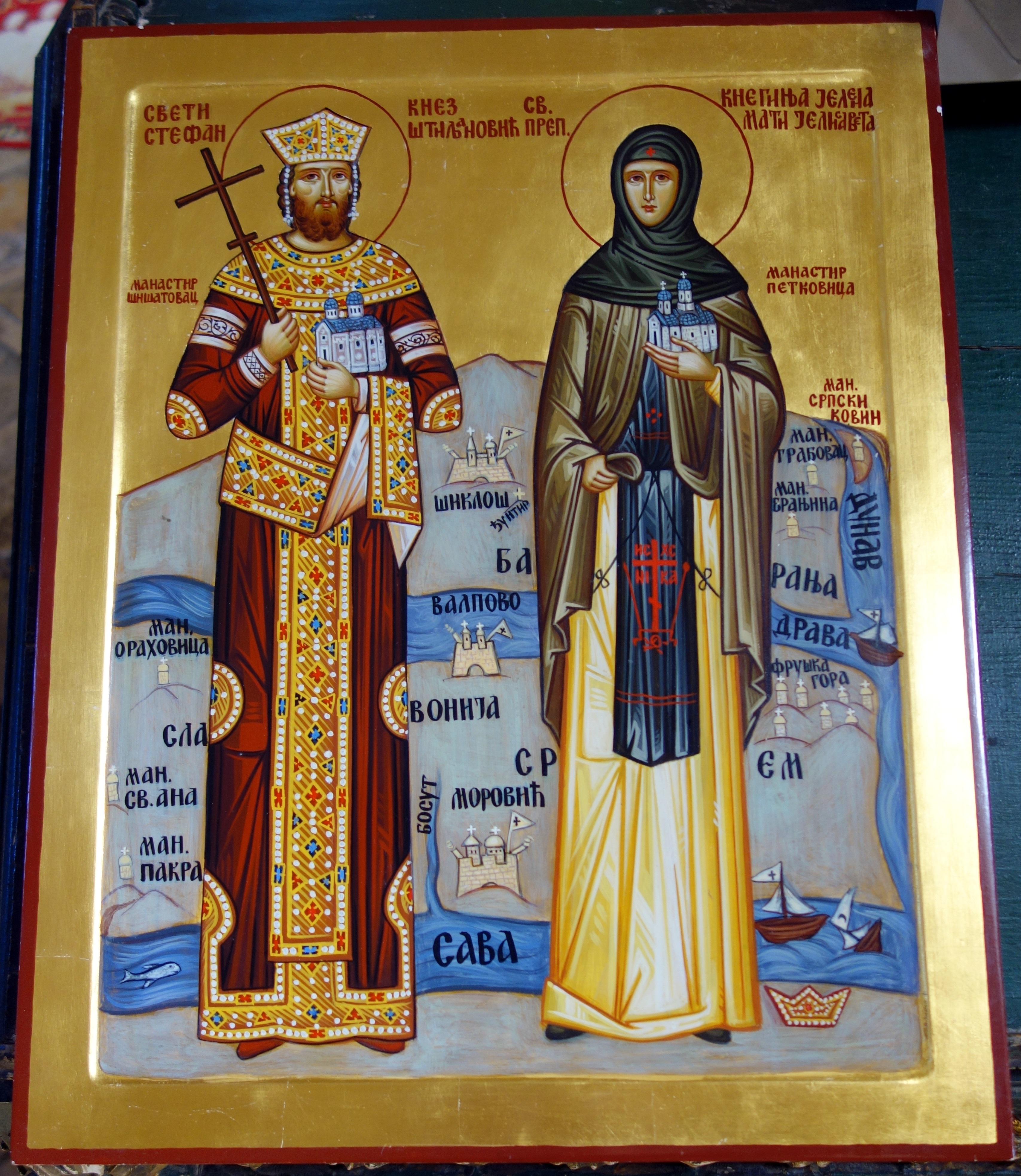
Jelena Štiljanović (rechts) mit ihrem Ehegatten Stefan Štiljanović, Ikone in der Demetrioskirche in Siklós (Ungarn)

Jelena Štiljanović (serbisch-kyrillisch Јелена Штиљановић; † um 1546), heute bekannt unter ihrem geistlichen Namen Jelisaveta (serbisch-kyrillisch Јелисавета), ist eine serbische Heilige.

## Leben
Sie war zu ihrer Lebzeit als Ehefrau des serbischen Despoten Stefan Štiljanović eine serbische Fürstin (serbisch: kneginja) in der Region Syrmien und Ostslawonien und nach dem Tod ihres Gatten Nonne im Kloster Šišatovac oder im vom Kloster Šišatovac verwalteten und von ihr begründeten Klosters Petkovica in der Region der Fruška Gora. Die Gründung bzw. Wiederbegründung des Klosters Petkovica nach dem Tod ihres Gatten durch Jelisaveta ist historisch nicht verifiziert und beruht auf Volkserzählungen. Nach dem Tod Stefans soll sie den Volkserzählungen nach Deutschland (vielleicht auch nach Österreich) vor den Osmanen geflohen sein. Man kann davon ausgehen, dass sie sehr wohlhabend war und Neider wie Konkurrenz neben den Osmanen fürchten musste. Sie kehrte jedoch wieder in die Fruška Gora zurück, nachdem man sie benachrichtigt hatte, dass seine Gebeine aufgefunden worden seien. Daraufhin soll sie das Kloster Petkovica begründet oder wiederbegründet haben. Verifiziert ist, dass sie dann als Nonne in eines der beiden erwähnten Kloster eingetreten ist  und bis zu ihrem Tod dort verweilte. Sie wurde wohl wie Stefan Štiljanović bald nach ihrem Tod um 1546 heiliggesprochen. Damit ist sie eine der insgesamt sechs weiblichen Heiligen der serbisch-orthodoxen Kirche von insgesamt 77 Heiligen.
Ihr Feiertag wird zusammen mit dem des Hl. Stefan Štiljanović am 17. Oktober nach dem gregorianischen bzw. am 4. Oktober nach dem julianischen Kalender begangen.